# Долганов, Александр Васильевич (депутат)
Александр Васильевич Долганов (14 марта 1928—2 июня 2015) — советский хозяйственный, государственный и политический деятель, Герой Социалистического Труда.

## Биография
Родился в 1928 году в. Член КПСС.
С 1948 года — на хозяйственной, общественной и политической работе. В 1948—1999 гг. — бригадир в Атяшевском плодопитомническом совхозе в селе Алашеевке, директор Атяшевского совхоза, директор госплемзавода «Россия» Лямбирского района Мордовской АССР.
Указом Президиума Верховного Совета СССР от 29 августа 1986 года за выдающиеся производственные достижения, успешное выполнение заданий одиннадцатой пятилетки и социалистических обязательств и проявленную трудовую доблесть присвоено звание Героя Социалистического Труда с вручением ордена Ленина и золотой медали «Серп и Молот».
Избирался народным депутатом СССР.
Делегат XXV съезда КПСС.
Умер в селе Александровка Лямбирского района в 2015 году.